# Dieter Aschenborn
Dieter Aschenborn (né le 15 novembre 1915 à Okahandja, Namibie et mort en septembre 2002 à Windhoek, Namibie) est un peintre namibien. Il est le fils du peintre animalier Hans Anton Aschenborn.
À l’âge de six ans, Dieter Aschenborn déménage avec sa famille à Stellenbosch en Afrique du Sud et peu après à Kiel en Allemagne. Plus tard, il retourne en Afrique du Sud pour y travailler en tant que fermier. Il est incarcéré pendant la Seconde Guerre mondiale. Après la guerre, Dieter Aschenborn devient le premier gardien d’animaux sauvages du Parc national d'Etosha, un poste qu’il garde jusqu’en 1952. Dans le parc il commence à peindre sur cuir ; avec ses peintures il a acquis une certaine reconnaissance. Après s’être retiré du service pour le parc, il s’installe à Windhoek, où il se consacre uniquement à son art. Son fils Uli Aschenborn est également un artiste reconnu.
Dieter Aschenborn est connu pour ses scènes de la vie animale en Afrique. Il s’est fait un nom grâce à ses dessins, peintures et sculptures, tableaux sur cuir en particulier des reliefs en bois, qui décorent certains bâtiments publics en Namibie aussi bien que ses peintures murales. Il a dessiné plusieurs timbres pour la Namibie.